# Bistum Soroti
Das Bistum Soroti (lat.: Dioecesis Sorotiensis) ist eine in Uganda gelegene römisch-katholische Diözese mit Sitz in Soroti. 

## Geschichte
Das Bistum Soroti wurde am 29. November 1980 durch Papst Johannes Paul II. mit der Apostolischen Konstitution Ad spiritualem aus Gebietsabtretungen des Bistums Tororo errichtet. Es ist dem Erzbistum Tororo als Suffraganbistum unterstellt.

## Bischöfe von Soroti
- Erasmus Desiderius Wandera, 1980–2007
- Emmanuel Obbo AJ, 2007–2014, dann Erzbischof von Tororo
- Joseph Eciru Oliach, seit 2019